# Turpinszky G. Béla
Turpinszky G. Béla névvariáns: Turpinszky Béla (Budapest, 1955. január 31.) magyar színész, rendező.

## Életpályája
Édesapja dr. Turpinszky Béla jogász végzettségű, Liszt Ferenc-díjas operaénekes. Fia Turpinszky Gippert Béla is operaénekes. A Kazán István vezette operett-musical szakos színész osztályában végzett a Színház- és Filmművészeti Főiskolán 1977-ben. Pályáját a Budapesti Gyermekszínházban kezdte. 1985-től a Szegedi Nemzeti Színház tagja volt. 1987-től a kecskeméti Katona József Színházhoz szerződött. Remek énekhangja van. Többször vendégszerepelt külföldön. 1993-tól szabadfoglalkozású színművész. Rendezéssel is foglalkozik.

## Fontosabb színházi szerepei
- Gerome Ragni – Galt MacDermot – James Rado: Hair... Berger
- Békés József – Heilig Gábor – Horváth Attila: Császárok... Máté
- Leonard Bernstein: West Side Story... Tony
- Jerry Bock: Hegedűs a háztetőn... Mótel
- Alexandre Dumas: A három testőr... D'Artagnan
- Németh László: Görgey... Görgey
- Kálmán Imre: Csárdáskirálynő... Edwin
- Kálmán Imre: Cirkuszhercegnő... Mister X.
- Kálmán Imre: Marica grófnő... Török Péter
- Ábrahám Pál: Bál a Savoyban... Henry
- Ábrahám Pál: Viktória... Koltay László
- Szirmai Albert – Bakonyi Károly – Gábor Andor: Mágnás Miska... Baracs mérnök
- Huszka Jenő: Mária főhadnagy... Jancsó Bálint
- Huszka Jenő: Gül baba... Gábor diák
- Lehár Ferenc: Cigányszerelem... Józsi
- Polgár László: Csendkúra... Tordai
- Jacobi Viktor: Leányvásár... Tom Migles
- Claude Magnier: Mona Marie mosolya... Blaise d' Ambrieux
- Pierre Barillet – Jean-Pierre Grédy: A kaktusz virága... Julien
- Horváth Péter – Presser Gábor – Sztevanovity Dusán: A padlás... Rádiós
- Zágon István – Nóti Károly – Eisemann Mihály: Hyppolit, a lakáj... Makáts főtanácsos

## Rendezéseiből
- Molnár Ferenc: Doktor úr (Kecskeméti Katona József Színház)
- Adelheid Wette: Hänsel und Gretel (Magyarországi Német Színház, Szekszárd)

## Filmek, tv
- Csaló az üveghegyen (1976)... Kispék Márton pékinas
- A királylány zsámolya (1976)... Resetics
- Ebéd (1978)
- Lógós (1983)
- Fürkész történetei (sorozat) Holt írások titkai című rész (1983)
- Császárok (1983)... Máté
- Mázli (2008)... ügyvéd
- Las aventuras del capitán Alatriste (sorozat) Al servicio de su majestad című rész (2013) ... Hidalgo